# La terza madre
La terza madre (em inglês:  The Mother of Tears; bra: O Retorno da Maldição - A Mãe das Lágrimas ou O Retorno da Maldição: A Mãe das Lágrimas; prt: Mãe das Lágrimas - A Terceira Mãe) é um filme ítalo-americano de 2007, dos gêneros drama, suspense, terror e fantasia, dirigido por Dario Argento.
Terceira parte da "trilogia das mães", do cultuado cineasta italiano Dario Argento, que teve antes Suspiria (1976) e Inferno (1980), mostrando as atrocidades causadas pelas feiticeiras Mãe dos Suspiros e Mãe das Trevas. La terza madre introduz uma terceira bruxa, a Mãe das Lágrimas.

## Elenco
- Asia Argento como Sarah Mandy
- Cristian Solimeno como det. Enzo Marchi
- Adam James como Michael Pierce
- Moran Atias como Mater Lachrymarum
- Valéria Cavalli como Marta Colussi
- Philippe Leroy como Guglielmo De Witt
- Daria Nicolod como Elisa Mandy
- Coralina Cataldi Tassoni como Giselle Mares
- Udo Kier como Padre Johannes
- Robert Madison como det. Lissoni
- Jun Ichikawa como Katerina
- Tommaso Banfi como pe. Milesi

## Sinopse
A restauradora de arte Sarah encontra uma urna que, ao ser aberta, faz ressuscitar a Mãe das Lágrimas, uma poderosa bruxa. Agora Sarah deve usar seus poderes paranormais para acabar com essa maldição, que já provocou uma onda de suicídios e uma invasão de feiticeiras.